# Epeorus albertae
Epeorus albertae är en dagsländeart som först beskrevs av Mcdunnough 1924.  Epeorus albertae ingår i släktet Epeorus och familjen forsdagsländor. Inga underarter finns listade i Catalogue of Life.